# Weckolsheim
Weckolsheim é uma comuna francesa na região administrativa de Grande Leste, no departamento Alto Reno. Estende-se por uma área de 7 km². Em 2010 a comuna tinha 662 habitantes (densidade: 94,6 hab./km²).